# 黃昭堂
黃昭堂（又稱黃有仁、Ng Yuzin Chiautong，1932年9月21日—2011年11月17日），政治及歷史學者，台灣獨立運動重要領袖，台灣獨立建國聯盟主席，2004年2月28日228百萬人手牽手護台灣活動總指揮，總統府國策顧問。2011年11月17日，黃昭堂因主动脉夹层剥離而病逝臺大醫院，享年79歲。

## 生平

### 家庭背景與早年事蹟
黃昭堂，1932年出生於台灣日治時期的臺南州（後來的台南縣、今日的臺南市）一條漁村的望族，台南一中、國立台灣大學經濟系畢業。與前台灣省議會議長高育仁為高中同學。其父以養殖業為業，在二二八事件中曾經擔任過二二八事件處理委員會的成員，事後遭情治人員通緝。有一次警察又登門查尋，時年十五歲的黃昭堂與之衝突並遭打罵，在家族支付台南警察首長四十萬元後，此事才得「化解」。此外，當時很多知名的醫生、作家紛遭中華民國政府拘提綑綁示眾，使他深信「中國人把台灣人當作敵人對待」。
早在二二八事件以前，黃昭堂就注意到國民黨政府設置以來，各方面都在急速的變化。他提到貧人得偷竊、崩潰的經濟：「在我們沒東西吃的時候，米、糖全都運往大陸」。此外，黃昭堂也對和他一樣的中學生所受到的抑制，尤其是強迫講「國語」或加入中國國民黨，有著相當程度的反感。

### 在日本留學而加入台獨運動的行列
黃昭堂大學畢業後，服了一年半的預官役後，於1958年12月來到日本，進入東京大學大學院國際關係論碩士課程攻讀，並取得社会学博士資歷。然後，他在1959年就開始從事台灣獨立運動。1960年2月，黃昭堂以黃有仁這個化名與王育德及幾位台灣來的留日學生，在東京成立台灣青年社，這也就是今天台獨聯盟日本本部的前身。據他自己表示，黃有仁是他已去世之哥哥的名字，為了紀念他的哥哥，他選擇了這個化名當作自己參與台獨運動的名稱。
1964年，台灣青年社改組為台灣青年會，黃昭堂擔任了委員長的職務。1966年，該會再度改組為台灣青年獨立聯盟。四年後的1970年，全世界的台灣獨立運動團體（日本的台灣青年獨立聯盟、全美台灣獨立聯盟、加拿大台灣人權委員會、歐洲台灣獨立聯盟及台灣自由聯盟）共同合組台灣獨立聯盟，總部設在美國。該盟成立沒多久，即發生了舉世震驚的黃文雄槍擊蔣經國事件，史稱刺蔣案。
在聖心女子大學和東京大學擔任講師後，他於1976年成為昭和大學政治學教授，並一直任職至1998年。
關於台獨運動在日本之活動的梗概，黃昭堂曾經這樣表示：
|                  | 遠從台灣青年會時代，聯盟在日本的主要活動是遊行示威與抗議，特別是每年二二八的示威活動。1970年蔣經國訪美途中，經過日本，聯盟準備向當時蔣政權的大使館發動示威，日本政府事先得知消息，強制我們不得在大使館區域遊行示威，我們即向法院提出控訴，法院還在半夜特別加班，開臨時法庭受理此案件，結果判決外國人可以在大使館區域進行示威活動，因為我們這個行動，也等於是打破了日本一貫的保守作風。 |
| ——黃英哲1991，19 | |

1992年，他34年來第一次返回台灣。1993年臺南縣縣長選舉，黃昭堂為同是臺獨聯盟出身的陳唐山助選。時任民進黨縣黨部主委張田黨回憶，認為臺南縣的民主火苗尚待發揚，幾乎每個村莊都有一座廟宇。黃昭堂因此請張田黨安排「廟口開講」，以村莊的信仰中樞聚集人群，闡揚民主理念。當時張田黨與李俊毅輪流駕駛「戰車」，轉戰南縣三十一個鄉鎮，三人一組慢慢開講，一開始現場只有寥寥數人，在黃昭堂鼓勵下，三個人堅定信念。透過口耳相傳，廟口的人數越來越多，從個位數逐漸累積到上百人乃至數百人。:164-165
1995年出任台灣獨立建國聯盟主席。

### 逝世
2011年11月17日，黃昭堂因主动脉夹层剥離而病逝臺大醫院，享年79歲。

### 紀念

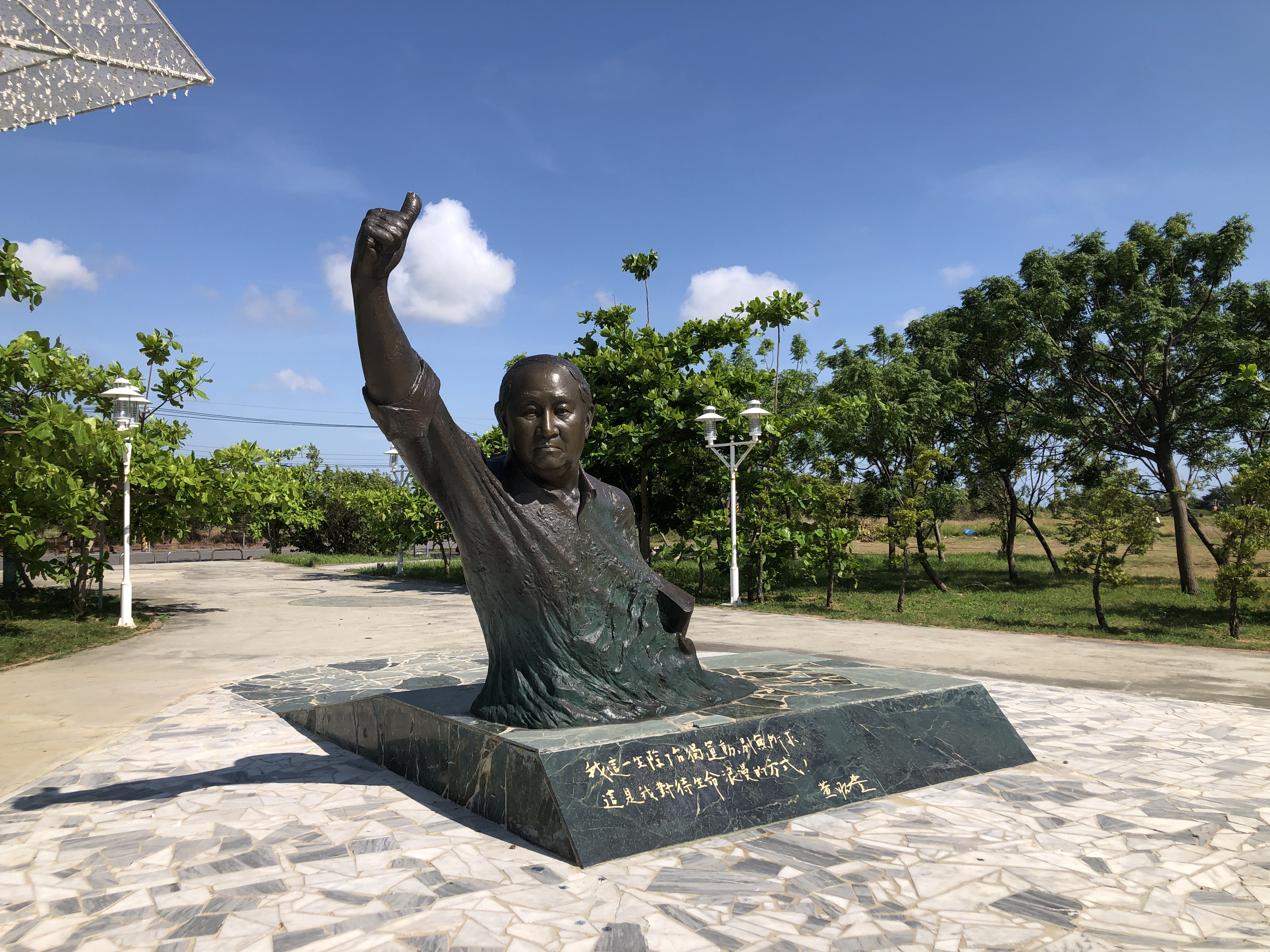
黃昭堂紀念銅像

2018年9月21日，黃昭堂紀念公園在台南市七股區龍山里落成。

## 學術研究
黃昭堂所有的學術研究，幾乎都和台獨運動脫離不了關係。每當有人問起黃昭堂他專門的研究領域，他總是回答：「台灣獨立運動才是我真正的專門」。黃昭堂在台灣大學讀的是經濟系，後來拿到國際學碩士、社會學博士。然而，他於畢業後在昭和大學所教的，卻是國際政治史和政治學，同時也寫了不少歷史以及國際法的論文。而不論他從事什麼題目的研究，整個重點似乎都和台灣 ─ 或者是台灣的國際地位 ─ 脫離不了關係。
就以他的學位論文而言，他的碩士論文，是以美國政策及台灣海峽中立化為題目。至於他的博士論文，則是以台灣割讓給日本時的台灣民主國作為研究題目。基本上，如果不將單篇論文或論文合輯計算在內的話，黃昭堂在這段期間比較有系統的著作，以下這三本大概是最重要的：《台灣民主國の研究：台灣獨立運動史の一斷章》（1970）、《台灣の法的地位》（1976，與彭明敏合著）、以及《台灣總督府》（1981）。這裡所列的第一本書，事實上是黃昭堂博士論文的研究題目，這本論文在提交出去以後，立刻受到日本學界的肯定，不久後就由東京大學出版會出版，這也是東大出版會首次出版由外國人撰寫的博士論文。這本書幾乎可以算是截至目前為止，關於台灣民主國這個短命政權品質最好的幾本研究著作之一。不過，該書要一直到1993年，才有中文翻譯版問世。
完成博士論文以後，黃昭堂以英文發表了《Historical and Legal Aspects of the International Status of Taiwan (Formosa)》(1971)這本書，從國際法的觀點來解釋台灣史，是一種在方法論上前人所從來沒有採用過的嘗試。以這本小書為基礎，黃昭堂又和彭明敏合作，於1976年完成了《台灣の法的地位》這本書，和其博士論文一樣，也同樣由學術地位崇高的東京大學出版會出版。正是在這本書中，黃昭堂和彭明敏將台獨運動圈裡面已經談了很久的「台灣地位未定論」，予以進一步的系統化和學術化，從國際法的觀點，論證台灣並不是中國的領土，台灣基本上是台灣人的領土，至少台灣的歸屬至今未定。所以，要決定台灣的將來，必須尊重台灣人的意願。
黃昭堂的第三本台灣史重要著作，是於1981年出版的《台灣總督府》一書。這本書的主要內容是描寫日本統治台灣五十年的歷史。書出版後，出版社立刻把這本書列入「日本史叢書」而大力推銷，這在日本是一件比較少見的事。而他自己則是這樣說明他的史觀：「很少有人站在台灣人的立場來寫台灣史，大部份的人都是站在漢族主義立場來寫台灣史，還有不少的人站在日本人、中國人的立場來寫台灣史。因此，我們的台灣史研究應該建立在「台灣人史觀」上面，換句話說，應站在台灣人立場來解釋過去台灣歷史上發生的種種事實」。

## 主要學術著作
(單篇論文不列入)
- 黃昭堂，1970，台灣民主國の研究：台灣獨立運動史の一斷章。東京：東京大學出版會。
- 黃昭堂，1981，台灣總督府。東京：教育社。
- 黃昭堂，1989，台灣總督府，黃英哲譯。台北：自由時代。台北：前衛。
- 黃昭堂，1993，台灣民主國之研究，廖為智譯。台北：台灣現代學術研究會。台北：稻香。
- 黃昭堂，1996，台灣淪陷論文集。台北：財團法人現代學術研究基金會。
- 黃昭堂，1998a，黃昭堂獨立文集。台北：前衛。
- 黃昭堂，1998b，台灣那想那利斯文。台北：前衛。
- 黃昭堂主編，2000，中國的武嚇與臺灣的安全保障。台北：台日安保論壇。
- 黃昭堂編，2001，台、日、中的戰略關係。台北：台日安保論壇。
- 黃昭堂主編，2002a，八田與一研究。台北：現代文化基金會。
- 黃昭堂主編，2002b，西太平洋安全保障。台北：台日安保論壇。
- 黃昭堂主編，2002c，國際人權研究，陳文恬執行編輯。台北：現代文化基金會。
- 黃昭堂，2003，台灣新生國家理論：脫出繼承國家理論、分裂國家理論來促成新生國家的誕生，侯榮邦翻譯。台北：現代文化基金會。
- Ng, Yuzin Chiautong. 1971. Historical and Legal Aspects of the International Status of Taiwan (Formosa).Tokyo: World United Formosans for Independence.
- 彭明敏、黃昭堂，1976，台灣の法的地位。東京：東京大學出版會。
- 彭明敏、黃昭堂，1995，台灣在國際法上的地位，蔡秋雄譯。台北：玉山社。
- 黃昭堂，2016，台灣獨立建國運動史初稿，王敬翔譯。台北：稻鄉。

## 其他參考文獻
（按照作者姓氏漢語拼音排序）
- 陳免，2004，五百公里人鍊讓民進黨吃了定心丸，見商業周刊 [online]。台北：Yahoo!奇摩新聞。3月9日 [引用於2004年3月12日]。
- 黃昭堂，2002d，脫出繼承國家理論、分裂國家理論來促成新生國家的誕生：台灣新生國家理論，見莊萬壽編，台灣獨立的理論與歷史，頁11-42。台北：前衛。
- 中華民國總統府，nd，國策顧問：黃昭堂先生 [online]。台北：中華民國總統府全球資訊網。[引用於2003年12月14日]。全球資訊網網址：黃昭堂先生。